# Aegiochus piihuka
Aegiochus piihuka är en kräftdjursart som beskrevs av Bruce 2009. Aegiochus piihuka ingår i släktet Aegiochus och familjen Aegidae. Inga underarter finns listade i Catalogue of Life.